# Zaljevski Arapi
Zaljevski Arapi (Khaliji), jedna od arapskih skupina koja živi u državama u području oko Perzijskog zaljeva. Sasmo ime dolazi od arapaskog naziva za zaljev, khalij ili Khaleej, od čega i Khaliji ili zaljevski Arapi. Glavnina ih živi u Ujedinjenim Arapskim Emiratima (774.000), ostali u Saudijskoj Arabiji (200.000), Katar (103.600; 1986), Oman (441.000; 1995), Kuvajt (500,000; 1986), Iran (200,000; 1993. Plemena Khamseh u provinciji Fars), Bahrein (100,000; 1995), Irak (40.000, u i oko Zubaira i na poluotoku Fau) i par tisuća u Jemenu. Federacija plemena Khamseh u iransku provinciju Fars dolazi u 13 stoljeću, i nisu srodni svojm susjedima Qashqa'ima. Zaljevski Arapi govore nekoliko dijalekata: al-hasaa u Saudijskoj Arabiji; sjeverni i južni qatari u Kataru; kuvajtski hadari u Kuvajtu; al-hasâ i khamseh u Iranu; i bahreinski zaljevski u Bahreinu.
Riječ Khaliji označava i stil glazbe u području Zaljeva.

## Vanjske poveznice
- Arab, Gulf of United Arab Emirates